# Número uno
Número uno es, según la RAE, una expresión coloquial utilizada para indicar a una persona o cosa que sobresale en algo, destacando sobre todas las demás.
Según el diccionario británico "Merriam-Webster", es alguien que es el más importante, el más influyente o el primero en un listado o "ranking".
El primer número siempre se asocia con el liderazgo y la ambición. Su significado es, básicamente, fuerza y ambición.

## Origen
El primer uso conocido en Gran Bretaña, según el diccionario británico "Merriam-Webster" data de 1839 aunque con el significado actual también podría provenir de "ser un as", una frase que llegó a España procedente de los aviadores franceses durante la Primera Guerra Mundial. En francés as designa también al número uno.

## Características
Ser un número uno puede utilizarse para un periodo de tiempo concreto o como un atributo genérico atemporal, pero, en principio, todo aquel que es considerado como tal suele cumplir una serie de requisitos generales:
- Conocer en profundidad todas las temáticas relacionadas con la actividad realizada.
- Innovar y aportar nuevos conceptos.
- Compromiso y constancia sin ceder ante las circunstancias o las adversidades.
- Mucho tiempo de dedicación.
- Reconocimiento a su labor por sus iguales, sus seguidores y sus detractores de manera general.

## Usos del término
Aparte de su aplicación coloquial, a nivel periodístico es muy utilizado en la prensa deportiva para designar a deportistas de élite, destacando su uso en Tenis.
También está extendido su uso en el ámbito musical para designar a los temas más escuchados, comprados o bailados en un periodo de tiempo determinado.